# 마이클 이그나티에프

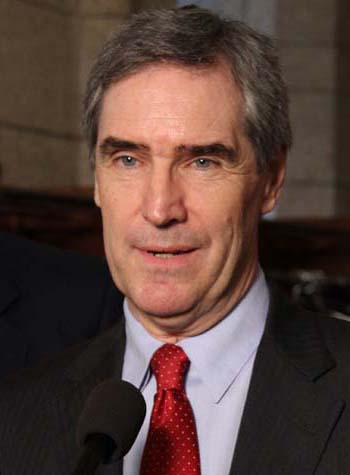
마이클 이그나티에프

마이클 그랜트 이그나티에프(영어: Michael Grant Ignatieff, 1947년 5월 12일~)는 캐나다의 정치인 겸 학자이다.
러시아 귀족 가문의 후손으로 온타리오주 토론토에서 태어났다. 그의 조부 폴 이그나티에프(본명 파벨 이그나티예프)는 러시아 제국의 장관이었으나, 러시아 혁명으로 아들 조지(본명 게오르기)를 데리고 프랑스를 거쳐 캐나다로 망명하였다. 조지 이그나티에프의 장남인 마이클 이그나티에프는 토론토 대학교·옥스퍼드 대학교·하버드 대학교·케임브리지 대학교에서 사학을 전공한 후 여러 대학에서 교수로 재직했다. 한편 영국 BBC·채널 4의 프로그램을 진행하며 많은 저술을 남겨 역사 비평가로도 이름을 알렸고, 미국 하버드 대학교 케네디 스쿨 카 인권센터 소장으로 재직하며 유명 인권운동가로 활동하였다. 그 후 정계에 입문, 2006년 1월 자유당 소속으로 총선에 출마, 당선되어 2011년 5월까지 하원의원으로 재직하였다. 2006년 12월 자유당 당권에 도전했으나 스테판 디옹에게 밀렸고, 2008년 총선 패배와 스티븐 하퍼 총리 불신임 가결 시도 실패 후 디옹이 사임하면서 후임 당수로 선출되어 제1야당을 이끌게 되었다. 2011년 3월 26일 스티븐 하퍼 총리가 이끄는 보수당 정권이 의회의 불신임을 받으면서, 의회가 해산되어 5월 2일 조기 총선을 대비하여 보수당 정권을 공격하였으나 총선은 보수당의 압승으로 끝났고 그 자신도 지역구에서 낙선하였다. 그는 선거 패배에 따른 책임을 지고 당수직을 사임하였다.

## 같이 보기
- 공식 야당

## 역대 선거 결과
| 선거명      | 직책명                                | 대수 | 정당          | 득표율 | 득표수   | 결과 | 당락                              |
| ----------- | ------------------------------------- | ---- | ------------- | ------ | -------- | ---- | --------------------------------- |
| 2006년 선거 | 하원의원 (이토비코-레이크쇼어 선거구) | 39대 | 캐나다 자유당 | 43.63% | 24,337표 | 1위  | 이토비코-레이크쇼어 하원의원 당선 |
| 2008년 선거 | 하원의원 (이토비코-레이크쇼어 선거구) | 40대 | 캐나다 자유당 | 46.13% | 23,536표 | 1위  | 이토비코-레이크쇼어 하원의원 당선 |
| 2011년 선거 | 하원의원 (이토비코-레이크쇼어 선거구) | 41대 | 캐나다 자유당 | 35.08% | 19,128표 | 2위  | 낙선                              |